# HMS Statice (K281)
Le HMS Statice est une corvette de la classe Flower en service dans la Royal Navy pendant la Seconde Guerre mondiale. 

## Historique
Lorsque les États-Unis entrent dans la Seconde Guerre mondiale à la fin de 1941, la marine américaine se retrouve déficiente en navires de type escorte océanique. Un programme de construction est institué ; mais, pour répondre à des besoins plus immédiats, le gouvernement passe un contrat avec des entreprises de construction navale en Angleterre et au Canada pour construire la classe Flower. 
Le Vim (PG-99) était l'une de ces escortes de type britannique. Le navire est lancé le 1er avril 1943 au chantier naval de Collingwood, en Ontario. Neuf jours plus tard, le navire est transféré à la Royal Navy en vertu de l'accord de prêt-bail en échange d'une autre corvette de la classe Flower alors en construction au Canada. Les Britanniques renomment le destroyer HMS Statice et celui-ci sert au sein de la Royal Navy sous ce nom pendant la Seconde Guerre mondiale. Le 21 juin 1946, il est renvoyé dans la marine américaine. Bien que portée sur la liste de la Marine en tant que PG-99, la corvette ne sera jamais opérationnelle avec la marine américaine. Elle est vendue le 7 mai 1947. Une conversion prévue en navire marchand est abandonnée en 1951, et le navire est finalement mis au rebut en 1961 à Hambourg.